# Углеродные нановолокна
Углеродные нановолокна (они же карбоновые нановолокна) — углеродные цилиндрические наноструктуры, представляющие собой сложенные стопкой слои графена в виде конусов, «чашек» или пластин.
Углерод может существовать в форме трубчатых микроструктур называемых нитями или волокнами. В последние десятилетия уникальные свойства углеродных волокон расширили научную базу и технологию композитных материалов.
Углеродные нановолокна (УНВ) представляют собой класс таких материалов, в которых изогнутые графеновые слои или наноконусы сложены в форме квази-одномерной нити, чья внутренняя структура может быть охарактеризована углом α между слоями графена и осью волокна. Одно из распространённых различий отмечается между двумя основными типами волокон: «Ёлочка», с плотно уложенными коническими графеновыми слоями и большими α, и «Бамбук», с цилиндрическими чашеподобными графеновыми слоями и малыми α, которые больше похожи на многослойные углеродные нанотрубки. Однако, в случае настоящих УНТ α равна нулю.
УНВ привлекли большое внимание учёных своими потенциальными термическими, электрическими, экранирующими и механическими свойствами. Благодаря их исключительным свойствам и низкой стоимости, они в настоящее время все чаще и чаще используются в различных материалах, например таких как композиты.

## Получение
Каталитическое химическое газофазное осаждение (CCVD) или просто химическое газофазное осаждение (CVD) в различных вариантах, таких как тепловое осаждение и осаждение в плазме, являются основной коммерческой технологией для получения УНВ. При этом молекулы газовой фазы разлагаются при высоких температурах и углерод осаждается в присутствии катализаторов из переходных металлов на подложку, на которой происходит дальнейший рост волокна вокруг частиц катализатора. В общем случае, этот процесс включает в себя отдельные этапы, такие как разложение газа, осаждение углерода, рост волокна, утолщение волокна, графитизация и очистка. Диаметр нановолокон зависит от размера катализатора.
CVD-процесс для получения УНВ обычно делится на две категории: процесс с фиксированным катализатором (серийный) и процесс с «плавающим» катализатором (непрерывный).
В серийном производстве разработанном Тиббетсом, смесь углеводородов с водородом и гелием была пропущена над муллитом (кристаллическим алюмосиликатом) с мелкодисперсным железным катализатором выдержанным при 1000 °C. В качестве углеводорода использовали метан в концентрации 15 % по объёму. Волокно длиной в несколько сантиметров было получено всего за 10 минут в присутствии газа в течение 20 секунд. В общем, длину волокна можно контролировать управляя временем присутствия газа в реакторе. Сила тяжести и направление потока газа обычно влияет на направление роста волокна. Непрерывный или плавающий процесс катализа был запатентован ранее Кояма и Эндо и позже был изменён Хатано с соавторами. Этот процесс обычно даёт УНВ субмикронного диаметра и длины от нескольких до 100 нм, что согласуется с определением углеродных нановолокон. Они использовали металлоорганические соединения, растворённые в летучем растворителе, таком как бензин, что при подъёме температуры до 1100 °C приводит к получению смеси ультрадисперсных частиц катализатора (5-25нм в диаметре) в углеводородном газе. В печи, рост волокон инициируется на поверхности частиц катализатора и продолжается до отравления катализатора примесями. Механизм роста волокна описывается Бейкером и его коллегами, только на части частиц катализатора контактирующей с газовой смесью происходит рост волокон и рост прекращается, как только открытая часть катализатора покрывается примесями, то есть катализатор становится отравленным. Частицы катализатора покрываются волокнами с конечной концентрацией около несколько миллионных долей. На данном этапе, происходит утолщение волокон.
Наиболее часто в качестве катализатора используется железо, часто обогащённое серой, сероводородом и т. д., для того чтобы снизить температуру плавления, и способствовать проникновению углерода в поры катализатора и, следовательно, создать больше точек роста. Fe/Ni, Ni, Co, Mn, Cu, V, Cr, Mo и Pd также используются в качестве катализаторов. Ацетилен, этилен, метан, природный газ, и бензол наиболее часто используются в качестве источников углерода для получения УНВ. Часто монооксид углерода (СО) вводится в поток газа для увеличения выхода углерода за счёт сокращения количества оксидов железа в системе.
Существенные результаты в технологии синтеза УНВ достигнуты в процессах каталитического разложения углеродсодержащих газов на моно- и биметаллических катализаторах, содержащих металлы 8-й группы. За счет использования катализаторов температура разложения углеродсодержащего сырья может быть существенно снижена (до 500–700°С), что позволяет значительно снизить энергетические затраты на подвод тепла, а также избавиться от процессов отложения аморфного углерода на поверхностях реакторных блоков. При использовании каталитического метода синтеза УНВ с соблюдением соответствующих условий, конечный продукт может быть получен в виде мезопористых гранул, которые состоят из переплетенных случайным образом углеродных нановолокон. Получение УНВ в гранулированном виде представляет несомненный интерес, так как данный материал легко извлекается из реактора, пересыпается, дозируется и может храниться, не слеживаясь в любой таре.

## Применение
- Источники электронной автоэмиссии
- Композитные материалы
- Иглы в сканирующей зондовой микроскопии
- Носители катализаторов
- Платформа для транспорта генов
- Материалы электродов[17]
- Устранение разливов нефти[18]
- Применение в качестве карбидообразующего агента[19][20]

## История
Одним из первых данных о получении углеродных нановолокон, вероятно, является патент от 1889 на синтез нитевидного углерода Хьюзом и Чамберсом. Они использовали смесь метана и водорода для выращивания углеродных нитей путём пиролиза газа с последующим осаждением углерода. Говорить о получении этих волокон наверняка, стало возможно гораздо позже, когда появилась возможность изучить их структуру с помощью электронного микроскопа. Первое наблюдение углеродных нановолокон с помощью электронной микроскопии было сделано в начале 1950-х годов советскими учёными Радушкевичем и Лукьяновичем, которые опубликовали статью в советском Журнале физической химии, в которой показали полые графитовые волокна углерода, которые составляли 50 нанометров в диаметре.
В начале 1970-х годов, японским исследователям Кояме и Эндо удалось получить углеродные волокна осаждением из газовой фазы (VGCF) с диаметром 1 мкм и длиной более 1 мм. Позднее, в начале 1980-х, Тиббетс в США и Бениссад во Франции продолжили совершенствовать процесс получения углеродных волокон (VGCF). В США, более глубокие исследования, посвящённые синтезу и свойствам этих материалов для практического применения проводились Р. Терри К. Бейкером и были мотивированы необходимостью подавлять рост углеродных нановолокон из-за постоянных проблем вызванных накоплением материала в различных коммерческих процессах, особенно в области переработки нефти.
Первая попытка коммерциализации углеродных волокон выращенных из газовой фазы была предпринята японской компанией Nikosso в 1991 году под торговой маркой Grasker®, в том же году Идзима опубликовал свою знаменитую статью сообщающую об открытии углеродных нанотрубок (УНТ). По существу, углеродные нановолокна получаются с помощью того же процесса, что и углеродные волокна выращенные из газовой фазы (VGCF), только их диаметр, как правило, меньше 200 нм. Несколько компаний по всему миру активно участвуют в коммерциализации производства углеродных нановолокон и внедрении новых технических применений этих материалов, последним из которых является содержащий углеродные нановолокна пористый композит для устранения разливов нефти.